# Bergondo
Bergondo település Spanyolországban, A Coruña tartományban. Bergondo Sada, Galicia, Cambre, Abegondo, Betanzos és Paderne, A Coruña községekkel határos. Lakosainak száma 6986 fő (2024).

## Népesség
A település lakosságának változását az alábbi diagram mutatja:
| Lakosok száma | 6179 | 6413 | 6539 | 6696 | 6722 | 6702 | 6656 | 6633 | 6817 | 6986 |
|               | 2001 | 2004 | 2006 | 2009 | 2011 | 2014 | 2016 | 2019 | 2021 | 2024 |